# Nikolaj Pešalov
Nikolaj Pešalov (Nikolai Pechalov, em búlgaro:  Николай Пешалов; 30 de maio de 1970, em Pazardjik) é um croata, campeão mundial e olímpico em halterofilismo.
Pešalov começou sua carreira no levantamento de peso pela Bulgária, mas a partir do campeonato mundial de 1998 passou a representar internacionalmente a Croácia.
Ele é um dos quatro halterofilistas que possuem quatro medalhas em Jogos Olímpicos. Em 2000, Pešalov foi escolhido o melhor desportista do ano na Croácia.
Quadro de resultados
| Ano                       | Lugar                          | Total (kg)      | Posição         | Arranque (kg)   | Posição         | Arremesso (kg)  | Posição         | Classe de peso  |
| Jogos Olímpicos           | Jogos Olímpicos                | Jogos Olímpicos | Jogos Olímpicos | Jogos Olímpicos | Jogos Olímpicos | Jogos Olímpicos | Jogos Olímpicos | Jogos Olímpicos |
| ------------------------- | ------------------------------ | --------------- | --------------- | --------------- | --------------- | --------------- | --------------- | --------------- |
| 1992                      | Barcelona, Espanha             | 305             | 2               | 137,5           | 2               | 167,5           | 2               | –60 kg          |
| 1996                      | Atlanta, Estados Unidos        | 302,5           | 2               | 137,5           | 3               | 165             | 4               | –59 kg          |
| 2000                      | Sydney, Austrália              | 325             | 1               | 150             | 1               | 175             | 1               | –62 kg          |
| 2004                      | Atenas, Grécia                 | 337,5           | 3               | 150             | 3               | 187,5           | 1               | –69 kg          |
| Campeonato Mundial        |                                |                 |                 |                 |                 |                 |                 |                 |
| 1989                      | Atenas, Grécia                 | 307,5           | 2               | 137,5           | 4               | 170             | 2               | –60 kg          |
| 1990                      | Budapeste, Hungria             | 297,5           | 1               | 127,5           | 4               | 170             | 1               | –60 kg          |
| 1993                      | Melbourne, Austrália           | 305             | 1               | 137,5           | 1               | 167,5           | 1               | –59 kg          |
| 1994                      | Istambul, Turquia              | 302,5           | 1               | 135             | 1               | 168             | 1               | –59 kg          |
| 1995                      | Guangzhou, China               | 295             | 3               | 135             | 2               | 160             | 8               | –59 kg          |
| 1998                      | Lahti, Finlândia               | 317,5           | 2               | 145             | 2               | 172,5           | 2               | –62 kg          |
| 1999                      | Atenas, Grécia                 | 312,5           | 5               | 140             | 6               | 172,5           | 4               | –62 kg          |
| 2001                      | Antália, Turquia               | DNF             | –               | 137,5           | 2               | NM              | –               | –62 kg          |
| 2003                      | Vancouver, Canadá              | 320             | 6               | 147,5           | 5               | 172,5           | 13              | –69 kg          |
| 2006                      | Santo Domingo, Rep. Dominicana | DNS             | –               | –               | –               | –               | –               | –69 kg          |
| Campeonato Europeu        |                                |                 |                 |                 |                 |                 |                 |                 |
| 1989                      | Atenas, Grécia                 | 307,5           | 2               | 137,5           | 4               | 170             | 2               | –60 kg          |
| 1990                      | Ålborg, Dinamarca              | 287,5           | 2               | 132,5           | 2               | 155             | 2               | –60 kg          |
| 1991                      | Władysławowo, Polônia          | 302,5           | 1               | 137,5           | 1               | 165             | 1               | –60 kg          |
| 1992                      | Szekszárd, Hungria             | 312,5           | 1               | 137,5           | 3               | 175             | 1               | –60 kg          |
| 1993                      | Sófia, Bulgária                | 295             | 1               | 137,5           | 1               | 157,5           | 4               | –59 kg          |
| 1994                      | Sokolov, República Checa       | 297,5           | 1               | 135             | 1               | 162,5           | 1               | –59 kg          |
| 1995                      | Varsóvia, Polônia              | 297,5           | 1               | 135             | 2               | 170             | 1               | –59 kg          |
| 1997                      | Rijeka, Croácia                | 290             | 1               | 130             | 2               | 160             | 1               | –59 kg          |
| 1999                      | Corunha, Espanha               | 312,5           | 3               | 142,5           | 2               | 170             | 2               | –62 kg          |
| 2000                      | Sófia, Bulgária                | 325             | 1               | 147,5           | 1               | 177,5           | 2               | –62 kg          |
| 2001                      | Trenčín, Eslováquia            | 300             | 1               | 140             | 1               | 160             | 4               | –62 kg          |
| 2004                      | Kiev, Ucrânia                  | 330             | 2               | 147,5           | 4               | 182,5           | 3               | –69 kg          |
| Campeonato Mundial Júnior |                                |                 |                 |                 |                 |                 |                 |                 |
| 1988                      | Atenas, Grécia                 | 262,5           | 2               | 117,5           | 2               | 145             | 3               | –56 kg          |
| 1990                      | Sarajevo, Iugoslávia           | 292,5           | 1               | 132,5           | 1               | 160             | 1               | –60 kg          |
| IWF World Cup             |                                |                 |                 |                 |                 |                 |                 |                 |
| 2007                      | Apia, Samoa                    | DNF             | –               | 100             | 9.              | NM              | –               | –69 kg          |

- Nos Jogos Olímpicos as medalhas são dadas somente para o total combinado
- NM = Sem marca (No mark)

Quadro de recordes
Estabeleceu quatro recordes mundiais antes da reestruturação das classes de peso que a Federação Internacional de Halterofilismo fez em 1998, na categoria até 59 kg — três no arremesso e um no total combinado (arranque + arremesso).

| Data       | Disciplina | Marca    | Classe de peso | Lugar                |
| ---------- | ---------- | -------- | -------------- | -------------------- |
| 13.11.1993 | Arremesso  | 167,5 kg | –59 kg         | Melbourne, Austrália |
| 13.11.1993 | Total      | 305 kg   | –59 kg         | Melbourne, Austrália |
| 19.11.1994 | Arremesso  | 168 kg   | –59 kg         | Istambul, Turquia    |
| 03.05.1995 | Arremesso  | 170 kg   | –59 kg         | Varsóvia, Polônia    |

Pešalov foi treinado pelo ex-halterofilista búlgaro Zdravko Stoitchkov.